# 청주 상당사
청주 상당사는 충청북도 청주시 상당구에 있다. 2015년 4월 17일 청주시의 향토유적 제49호로 지정되었다.

## 개요
청주곽씨 곽원, 곽여, 곽예를 제향하기 위해 세운 사당이다.